# Projet BETA
Le projet BETA (project BETA), pour « Billion-channel ExtraTerrestrial Assay », est un programme d'écoute radio de l'espace, à la recherche d'un signe de civilisation extraterrestre, en lien avec le projet SETI. Le projet a commencé le 30 octobre 1995,.
BETA utilise des antennes de 26 mètres, avec deux feedhorns (est-ouest) pour écouter 240 000 000 canaux selon la méthode spectrométrique de Fourier, soit 80 millions de canaux de 0,5 Hz à 40 MHz de bande passante. Les entrepreneurs du projet BETA sont : Derrick Bass, Greg Galperin, Neil Hendin, Paul Horowitz, Darren Leigh, Suhail Shah, Nick Shectman, Jonathan Weintroub, Eric Wey et Bill Yerazunis.